# Грани
Грани е конят на героя Сигурд в скандинавската митология. Той е конят, който Сигурд получава посредством съвета на бога Один. Грани е потомък на жребеца на Один, Слейпнир.
В глава 13 от сагата Вьолсунг героят Сигурд е на път към гора, където среща дългобрад старец. Сигурд му казва, че отива да си избира кон и кани стареца да го придружи и да му помогне с избора. Старецът казва, че трябва да закарат коня до река Бусилтьорн. Двамата така и правят и всичките коне изплуват обратно на земята, освен един голям, красив и млад сив кон, който никой още не бил възсядал. Брадатият старец отбелязва, че този кон е от рода на Слейпнир и трябва да бъде хранен внимателно, тъй като ще бъде най-добрият сред конете. Старецът тогава изчезва. Сигурд кръщава коня Грани и в историята се добавя, че старецът е не друг, а самият Один.

## Съвременно влияние
- Във Вагнеровата опера Пръстенът на нибелгунга името (като Гране) е дадено на коня на Брюнхилд.